# Musée archéologique de Delphes
Le musée archéologique de Delphes (en grec moderne : Αρχαιολογικό Μουσείο Δελφών) est un des principaux musées de Grèce, et un des plus visités. Il dépend du ministère grec de la Culture (dixième éphorat des antiquités préhistoriques et classiques). Fondé en 1903, réaménagé à plusieurs reprises, il abrite les découvertes faites sur le sanctuaire panhellénique de Delphes datant de la Préhistoire à l'Antiquité tardive.
Organisé en quatorze salles sur deux étages, le musée expose principalement des statues, dont le célèbre « Aurige de Delphes », des éléments d'architecture comme la frise du trésor des Siphniens ou des offrandes faites au sanctuaire d'Apollon pythien comme le sphinx des Naxiens. En plus des salles d'exposition recouvrant 2 270 m2, des réserves et des salles de conservation (mosaïque, céramique et métaux) occupent 558 m2. Un hall d'accueil, une cafétéria et une boutique complètent les services offerts aux visiteurs.

## Histoire

### Premiers musées
Un premier petit musée fut inauguré le 2 mai 1903, pour célébrer la fin de la première grande campagne de fouilles françaises et en abriter les découvertes. Le bâtiment fut dessiné par l'architecte français Albert Tournaire, financé par le philanthrope grec Andréas Syngrós et construit à l'emplacement qui est toujours le sien aujourd'hui, même s'il a beaucoup été transformé. Deux ailes encadraient un petit bâtiment central. L'organisation de la collection, attribuée à Théophile Homolle, le chef de l'expédition de fouilles, était rudimentaire. Les guides affirmaient son caractère esthétique, les visiteurs son aspect entrepôt. Dans les deux cas, cela révélait l'absence d'organisation chronologique ou thématique dans les six salles originelles. La qualité des œuvres présentées suffisait. L'originalité était cependant la reconstitution avec restaurations en plâtre des principaux monuments du site afin de présenter plus pédagogiquement les découvertes.
Dans les années 1930, alors que le musée connaissait un succès public international indéniable, il devint insuffisant pour accueillir les nouvelles découvertes provenant du site ainsi que le nombre croissant de touristes. De plus, sa muséographie (ou son absence de muséographie) et les restaurations en plâtre étaient de plus en plus décriées. Enfin, son aspect un peu trop « français » alors que l'heure était à l'insistance sur la « grécité » était critiqué. En 1935, la construction d'un nouveau bâtiment fut entamée. Elle dura trois ans. Le nouveau musée était, comme son prédécesseur, représentatif du style architectural de son époque. L'ouverture, avec une nouvelle muséographie due au professeur d'archéologie de Thessalonique Konstantínos Romálos, se fit en 1939. La réorganisation des collections archaïques fut confiée au Français Pierre de La Coste-Messelière dont le travail fut déterminant dans la nouvelle présentation, sans les restaurations en plâtre des principaux trésors, dont celui des Siphniens qui devint l'attraction principale. Les antiquités étaient présentées de façon chronologique et cataloguées et étiquetées.
Cependant, l'exposition fut éphémère. Les antiquités furent cachées dès le début de la Seconde Guerre mondiale. Une partie fut enterrée à Delphes même, dans d'anciennes tombes romaines ou dans des fosses spécialement creusées pour l'occasion devant le musée. Les objets les plus précieux (les objets chryséléphantins et le taureau d'argent découverts trois mois avant le début du conflit ou l'aurige) furent envoyés à Athènes pour être dissimulés dans les coffres de la Banque nationale. Ils y restèrent dix ans. L'aurige fut exposé au musée national archéologique d'Athènes jusqu'en 1951. La région de Delphes était en effet au cœur de la zone de combats de la guerre civile. Le musée ne put rouvrir qu'en 1952 après avoir récupéré tous ses objets. Pendant six ans, les visiteurs purent parcourir l'exposition telle qu'elle avait été imaginée en 1939. Cependant, très vite, le musée se révéla insuffisant et il fallut entamer une nouvelle phase de construction fin 1958.
Le réaménagement intérieur du musée fut confié à l'architecte Pátroklos Karantinós et à l'archéologue qui venait de réorganiser le musée national archéologique d'Athènes Chrístos Karoúzos (el), sous la supervision de l'éphore de Delphes, Ioánna Konstantínou. Karantinós créa deux nouveaux halls d'exposition et fit entrer plus de lumière extérieure. La muséographie resta chronologique, mais une insistance plus grande se fit sur la sculpture, avec les statues de plus en plus désengagées de leur contexte architectural. La nouvelle exposition ouvrit ses portes en 1961. Le musée devint un des plus visités par les touristes parcourant la Grèce : en 1998, il accueillit 300 200 visiteurs, soit presque autant que le musée national archéologique d'Athènes (325 000 visiteurs),.

### Musée actuel

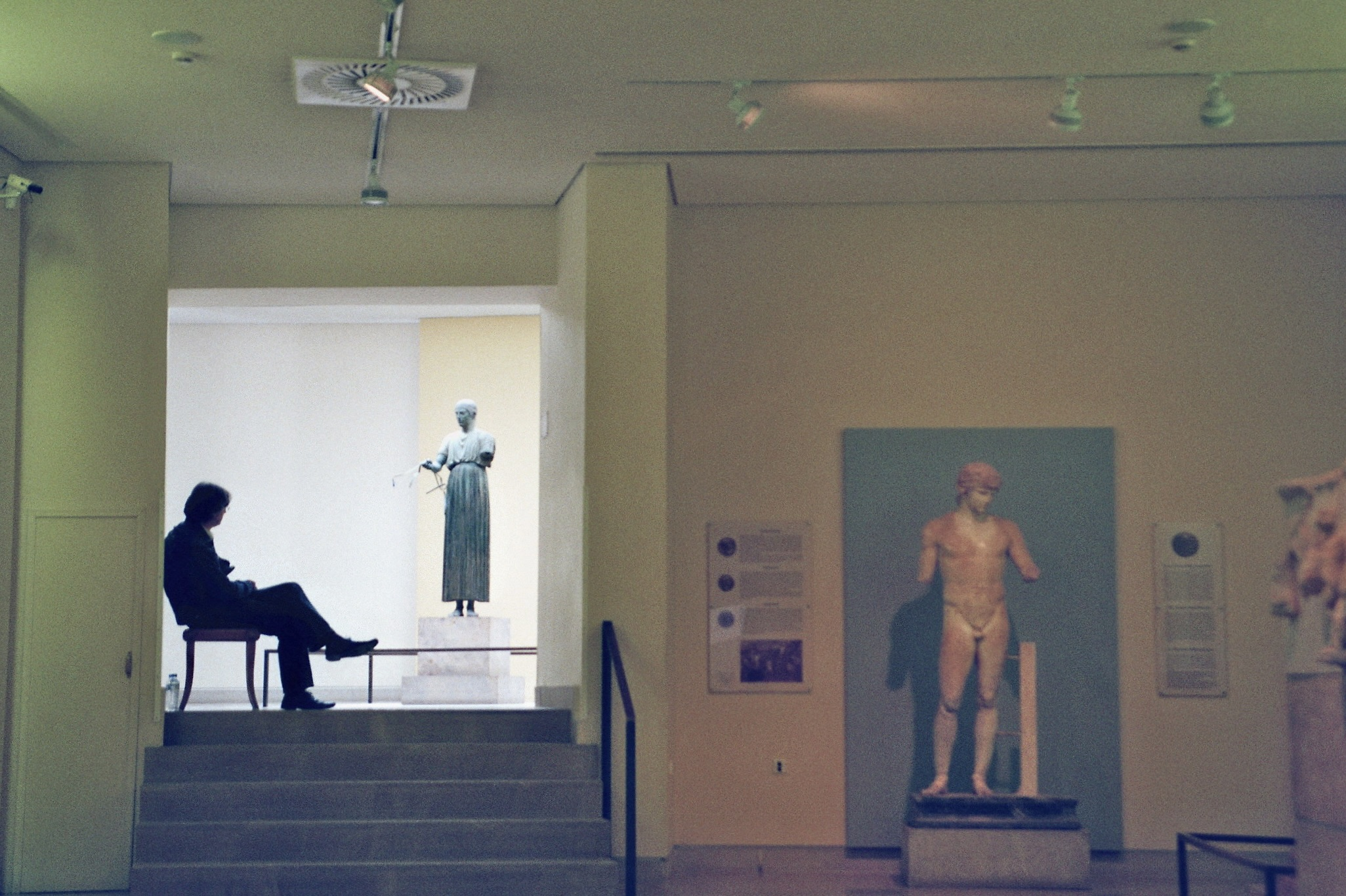
Salles de l'Aurige et d'Antinoüs.

Entre 1999 et 2003, le musée a subi une nouvelle phase de travaux, confiés à l'architecte grec Aléxandros Tombázis (en). Ce dernier imagina une nouvelle façade, dans un style contemporain, et une nouvelle salle pour l'aurige. Le reste du musée fut modernisé et réagencé pour faciliter la circulation des visiteurs. La muséographie tente de concilier la nécessité d'exposer les chefs-d'œuvre du musée avec la volonté de présenter les dernières hypothèses et découvertes en histoire grecque antique. Elle tend aussi à réévaluer des objets jusque-là négligés, comme les frontons classiques du temple d'Apollon. Le nouveau musée a rouvert ses portes pour son centenaire, coïncidant avec les Jeux olympiques.
Entre 2005 et 2010, le musée a connu une importante baisse de sa fréquentation, passant sous la barre symbolique des 100 000 visiteurs en 2010. Cette tendance s'est depuis lors inversée. En 2019, le musée a battu son record de fréquentation depuis les travaux au tournant du XXIe siècle, avant que la pandémie de Covid-19 ne fasse chuter le nombre de visiteurs en 2020.

## Collections
Les collections du musée de Delphes sont organisées chronologiquement en quatorze salles.

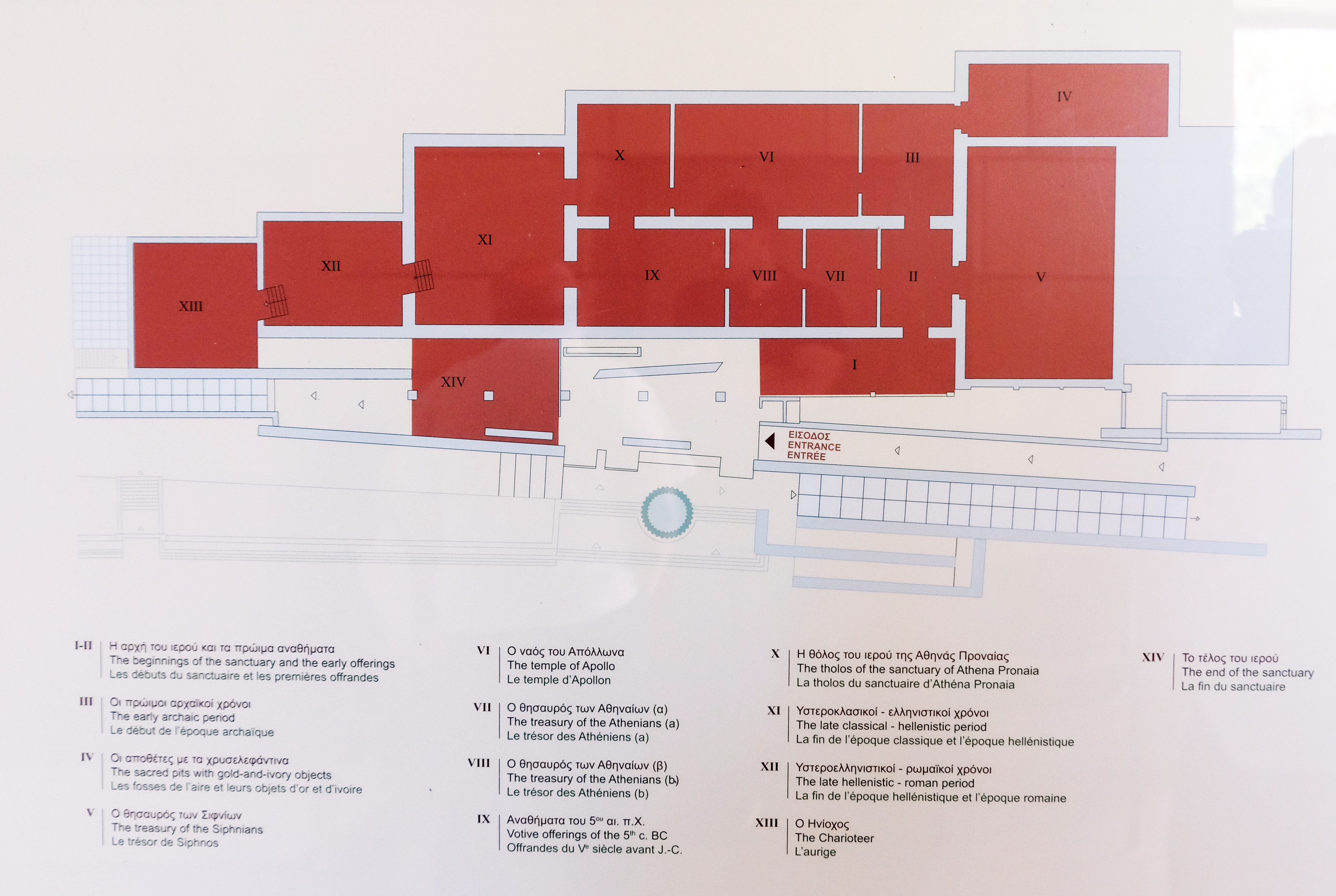
Plan du musée

### Salles 1 et 2
Les deux premières salles sont consacrées aux époques et aux objets les plus anciens. La salle 1 présente surtout des bronzes remontant aux VIIIe et VIIe siècles av. J.-C., offrandes au sanctuaire : boucliers ou trépieds. La salle 2 regroupe la majeure partie des kouroi : statues masculines archaïques.
| Objet | Description | Origine et datation            |
| ----- | --- | ------------------------------ |
|       | Figurines archaïques Figurines en bronze d'époque géométrique, peut-être des guerriers.                                                                                               | Delphes                        |
|       | Aurige archaïque Figurine en bronze d'époque géométrique. | Delphes                        |
|       | Ulysse sous le bélier Petit bronze archaïque, sur le thème de l'épisode de l'Odyssée où Ulysse se fait attacher sous le ventre d'un bélier pour fuir de l'antre du Cyclope Polyphème. | Delphes VIIIe siècle av. J.-C. |
|       | Trėpied en bronze | Delphes                        |
|       | Tête de griffon en bronze | Delphes                        |
|       | Sirène en bronze Petit bronze archaïque. | Delphes VIIe siècle av. J.-C.  |
|       | Homme avec un lion Statuette archaïque en ivoire. | Delphes ca. -600               |
|       | Groupe de harpies, avec une figure masculine Petit groupe archaïque en ivoire. | Delphes ca. -570               |

### Salle 3
Cette salle expose le sphinx des Naxiens et les frises du trésor des Siphniens.
| Objet | Description | Origine et datation                           |
| ----- | --- | --------------------------------------------- |
|       | Sphinx des Naxiens Colonne offerte par les habitants de Naxos. Chapiteau ionique, surmonté d'une sphinge archaïque de deux mètres de haut. | Delphes Terrasse du temple d'Apollon ca. -575 |
|       | Trésor des Siphniens Élément de décor d'ordre ionique du trésor de l'île de Siphnos. L'une des scènes montre les dieux de l'Olympe décidant du sort de Troie, tandis que les Grecs et leurs ennemis se battent furieusement. Découvert lors des fouilles de l'École française d'Athènes en 1893. | Delphes ca. -525                              |

### Salle 4
La salle 4 est dominée par les statues dites de Cléobis et Biton, en marbre de Paros et réalisées vers 610 - 580 av. J.-C. à Argos. On peut aussi y voir des métopes du trésor de Sicyone.
| Objet | Description | Origine et datation                                  |
| ----- | --- | ---------------------------------------------------- |
|       | Cléobis et Biton Paire de kouroï archaïques identifiés depuis l'Antiquité comme Cléobis et Biton. Inscription sur les socles : [κλεοβις και βι]τον \| ταν ματαρα - - - - - ς hι \| - - - - - - - - Εαγαγον τοι δ΄ υιοι - - - - - - - - [ ]μεδες εποιεε hαργειος ([Cléobis et Bi]ton ... les fils traînèrent leur mère ... œuvre de [Poly]médès d'Argos) | Delphes ca. -610 / -580                              |
|       | Métope du trésor de Sicyone Les Dioscures (Castor et Pollux) ramènent du bétail d'un raid en Arcadie. | Delphes, trésor de Sicyone Relief archaïque ca. -560 |

### Salle 5
Elle est consacrée aux offrandes les plus précieuses faites au sanctuaire : taureau en argent et statues chryséléphantines.
| Objet | Description | Origine et datation                                      |
| ----- | --- | -------------------------------------------------------- |
|       | Taureau en argent Trouvé dans une fosse, sous la voie sacrée, en 1939, parmi une abondance de charbon de bois, reste probable d'un incendie. Plaques d'argent clouées sur des bandes de cuivre, autrefois plaquées sur une âme de bois. | Delphes, origine inconnue. Vers le VIe siècle av. J.-C.. |
|       | Divinité chryséléphantine Éléments de la sculpture chryséléphantine supposée d'Artémis. Statue de culte en or et ivoire. Trouvée à Delphes, mais probablement d'origine ionienne.                                                       | Delphes, origine ionienne. ca. -550                      |
|       | Divinité chryséléphantine Éléments de la sculpture chryséléphantine supposée d'Apollon. Statue de culte en or et ivoire. Trouvée à Delphes, mais probablement d'origine ionienne.                                                       | Delphes, origine ionienne. ca. -550                      |
|       | Divinité chryséléphantine Éléments de la sculpture chryséléphantine supposée de Léto. Statue de culte en or et ivoire. Trouvée à Delphes, mais probablement d'origine ionienne.                                                         | Delphes, origine ionienne. ca. -550                      |

### Salle 6
On peut y voir les frontons du temple d'Apollon.
| Objet | Description                                                                                    | Origine et datation      |
| ----- | ---------------------------------------------------------------------------------------------- | ------------------------ |
|       | Fronton du temple d'Apollon Éléments sculptés d'un des frontons du temple archaïque d'Apollon. | Delphes ca. -510 / -500. |
|       | Corè du temple d'Apollon Nikè du temple archaïque d'Apollon.                                   | Delphes ca. -510 / -500. |

### Salles 7 et 8
Ces deux salles accueillent les objets provenant du trésor des Athéniens : la première principalement des vases, la seconde les métopes.
| Objet | Description | Origine et datation                     |
| ----- | --- | --------------------------------------- |
|       | Héraclès et la biche de Cérynie Métope du trésor des Athéniens, figurant Héraclès et la biche aux pieds d'airain, le troisième de ses travaux. Style archaïque. | Delphes, Trésor des Athéniens. ca. -500 |
|       | Thésée et Antiope Métope du trésor des Athéniens, figurant le combat de Thésée contre Antiope, reine des Amazones.                                              | Delphes, Trésor des Athéniens. ca. -500 |
|       | Tête d'une korè Tête d'une korè archaïque en marbre. | Delphes, Trésor des Athéniens. ca. -500 |

### Salles 9 et 10
Les objets exposés dans la salle 9 proviennent essentiellement du sanctuaire d'Athéna Pronaia, tandis que la salle 10 présente les objets découverts autour de la « tholos de Marmara ».

### Salle 11
La salle contient des objets de la fin du classicisme ou du début de la période hellénistique, parmi lesquels l'ex-voto de Daochos et les « danseuses de Delphes », avec l'omphalos qu'elles soutenaient.
Ex-voto de Daochos
Daochos II de Pharsale était tétrarque de Thessalie et hieromnemon (enregistreur sacré) de l’amphictyonie de Delphes entre -339 et -334 (ou, selon les sources, entre -336 et -332). L’ex-voto consistait en un socle rectangulaire de 11 m de long comportant des logements qui supportaient neuf statues, dont la plupart ont été retrouvées. Huit de ces statues ont été identifiées par des inscriptions. De droite à gauche, on pouvait voir : Apollon assis ; à côté de lui, le génarque Acnonios (fondateur de la famille princière), ancien tétrarque de Thessalie, avec ses trois fils, Agias (ou Hagias), Télémaque et Agélaos, vainqueurs de divers jeux sportifs ; puis les princes des trois générations suivantes : Daochos Ier, puis Daochos II et son fils Sisyphe II. Certaines de ces statues, au moins, ont été attribuées à Lysippe.
| Objet | Description | Origine et datation     |
| ----- | --- | ----------------------- |
|       | Ex-voto de Daochos (el) | Delphes ca. -336 / -332 |
|       | Statue d'Agias de Pharsale Agias, fils d'Acnonios, tétrarque de Thessalie, est l'arrière-grand-père de Daochos II, dédicateur du monument votif au dieu Apollon. Agias s'est illustré en son temps comme un pancratiste et athlète de renom, maintes fois victorieux dans tous les jeux panhelléniques. Ce groupe est attribué au sculpteur Lysippe ou à son école. | Delphes ca. -336 / -332 |

Danseuses de Delphes
Les Danseuses de Delphes, quant à elles, sont une colonne monumentale, identifiée par l’inscription portée sur sa base. Le monument, réalisé en marbre pentélique, a été dédié par les Athéniens. La colonne se terminait par une composition de feuilles d'acanthe d'où ressortaient trois figures féminines, les mains levées, comme si elles dansaient. Elles tenaient probablement un trépied disparu, couronné par l'omphalos exposé dans la même pièce.
Parmi les autres pièces importantes de la salle, on compte une statue d’Apollon du type Patroos et la statue d’un homme portant l’himation, datée du Ve siècle av. J.-C., ainsi que la statue d’un homme âgé, vêtu d'un himation laissant l’épaule droite et la poitrine découvertes, identifié comme un prêtre d'Apollon ou un philosophe et daté des environs de -280.
| Objet | Description              | Origine et datation |
| ----- | ------------------------ | ------------------- |
|       | Danseuses de Delphes     | Delphes             |
|       | Omphalos de Delphes (en) | Delphes             |

### Salle 12
La salle 12 abrite des objets hellénistiques et romains, dont un célèbre Antinoüs.
| Objet | Description                                  | Origine et datation               |
| ----- | -------------------------------------------- | --------------------------------- |
|       | Statue d'Antinoüs Antinoüs, marbre de Paros. | Delphes Époque d'Hadrien, ca. 130 |

### Salle 13
C'est la salle de l'aurige.
| Objet | Description | Origine et datation                                      |
| ----- | --- | -------------------------------------------------------- |
|       | Aurige de Delphes Ce conducteur de char est l'un des cinq bronzes de l'époque classique parvenus jusqu'à nous. Statue consacrée dans le sanctuaire d'Apollon à Delphes par Polyzalos, tyran de Géla et frère du tyran Hiéron de Syracuse, pour célébrer la victoire de son char de course aux jeux Pythiques, en -478 ou -474. | Delphes Trouvé en 1896 sous la voie sacrée. -478 ou -474 |

### Salle 14
Cette ultime salle est consacrée aux dernières années du sanctuaire.